# Еміль Дюсон
Еміль Дюсон (нід. Emile Duson, 1 грудня 1904 — 15 березня 1942) — нідерландський хокеїст на траві.
Срібний призер Олімпійських Ігор 1928 року.